# جان گالوین
جان گالوین (انگلیسی: John Galvin؛ ۱۳ مه ۱۹۲۹ – ۲۵ سپتامبر ۲۰۱۵) ژنرال نیروی زمینی ایالات متحده آمریکا بود، که در فاصله سال‌های ۱۹۸۷ تا ۱۹۹۲ به‌عنوان نهمین فرمانده عالی متفقین اروپا فعالیت می‌کرد و فرماندهی اروپایی ایالات متحده آمریکا را برعهده داشت.
گالوین فعالیت نظامی را از سال ۱۹۵۴ در نیروی زمینی آمریکا آغاز کرد، از ۱۹۷۴ تا ۱۹۷۵ دستیار نظامی در ستاد عالی فرماندهی متفقین اروپا بود، از ۱۹۷۸ تا ۱۹۸۰ به‌عنوان فرمانده لشکر ۱ سواره‌نظام فعالیت می‌کرد و در فاصله سال‌های ۱۹۸۰ تا ۱۹۸۳ فرماندهی لشکر ۲۴ پیاده را برعهده داشت.
وی در سال ۱۹۸۳ به درجه سپهبدی ارتقا یافت و از ژوئیه ۱۹۸۳ تا فوریه ۱۹۸۵ فرمانده سپاه هفتم در آلمان بود و از ۱۹۸۵ تا ۱۹۸۷ فرماندهی جنوبی ایالات متحده آمریکا را برعهده داشت.